# Demashita! Powerpuff Girls Z
Demashita! Powerpuff Girls Z (出ましたっ！パワパフガールズZ, Demashita! Pawapafu Gāruzu Zetto; lit. Saíram! Powerpuff Girls Z) (Brasil: As Meninas Superpoderosas: Geração Z / Portugal: Super Poderosas) é uma série japonesa de animê e mangá.
O animê, de 52 episódios, é uma produção de Yoshiya Ayugai, Mark Buhaj, Hiromi Seki e Hideo Katsumata, com direção de Hiroyuki Kakudō, desenhos de Miho Shimogasa e produzido por Cartoon Network, Toei Animation, TV Tokyo e distribuído pela Aniplex. Com dois volumes, o mangá foi publicado pela revista Ribon, da editora Shueisha, e ilustrado por Shiho Komiyuno. Ambas as produções são baseadas na série de animação estadunidense The Powerpuff Girls e foram emitidas entre julho de 2006 e junho de 2007 no Japão, também considerando uma versão adolescente das próprias meninas.
A estreia no Brasil foi na filial brasileira do canal pago Cartoon Network, em 2 de agosto de 2008. E no dia 24 de fevereiro de 2009 tem sua estreia na tv aberta pelo SBT dentro do programa infantil Bom Dia & Cia, e mais tarde, no Sábado Animado, a partir de 4 de julho, às 11h30.
Em Portugal foi ao ar desde 8 de novembro do mesmo ano pelo canal público RTP2 (todos os episódios foram exibidos).
A série possui também um jogo com seus personagens e um CD com a trilha sonora oficial.
A série, do gênero mahō shōjo, conta a história de Momoko Akatsutsumi, Miyako Gōtokuji e Kaoru Matsubara, três meninas que obtêm super-habilidades após um acidente químico, tornando-se defensoras da cidade de Tóquio com a finalidade de derrotar os monstros que surgiram através do mesmo acidente e de um misterioso pó escuro.

## Enredo

### Criação do Chemical Z (Químico Z / Elemento z)
A história começa em Tóquio, no Laboratório Nacional de Ciências, um lugar dedicado a pesquisas importantes desde antes do século XX, durante o período Edo. O Laboratório é lar da família de Professor Utonium desde sua fundação.
Professor Utonium e seu filho Ken Kitazawa faziam testes com uma substância chamada Chemical X, até que o cão-robô Peach deixou cair um bolinho de arroz dentro do recipiente cheio de Chemical X. A substância reage com o bolinho, gerando outra nova, sendo esta batizada de Chemical Z.

### Nascimento das heroínas e dos vilões
Logo após a criação do Chemical Z, depois de alertado pelo prefeito da cidade sobre a aproximação de um iceberg gigante ao litoral, Ken usa, mesmo com a proibição de seu pai, o Chemical Z para destruir o iceberg. Seu uso gerou uma inesperada série de raios brancos e pretos pelo céu.
Três meninas — Momoko Akatsutsumi, Miyako Gōtokuji e Kaoru Matsubara —, ao tentarem salvar crianças menores do impacto com os desconhecidos raios brancos, foram envolvidas por esses, adquirindo superpoderes e transformando-se assim nas Powerpuff Girls Z (nome também abreviado como PPGZ). Da mesma forma, os raios pretos atingem outras pessoas e animais, gerando monstros. Usando seus poderes a pedido do Prefeito, Hyper Blossom (Momoko), Rolling Bubbles (Miyako) e Powered Buttercup (Kaoru) dedicam suas vidas para combater crimes e a maldade em sua cidade. Também atingido por um dos raios brancos, Peach adquire características emocionais humanas e poder de fala. Os raios negros atingem também outras pessoas, seres vivos e objetos, transformado as vítimas em monstros, que causam uma série de incidentes na cidade.

## Personagens

### As Powerpuff Girls Z
As personagens principais da série, Florzinha, Lindinha / Bonitinha, e Docinho / Manteiguinha, têm treze anos de idade, estudantes do antepenúltimo ano do Ensino Secundário (chūgakkō) de uma escola japonesa em Tóquio. Por até o acidente químico elas estudarem em salas diferentes, conheciam-se apenas de vista. Cada uma tinha certa fama: Momoko era conhecida como a mais otaku do colégio, Miyako, como a mais admirada, e Kaoru, como a maior esportista.
Seus nomes de combate, Hyper Blossom, Rolling Bubbles e Powered Buttercup, são derivações das personagens correspondentes da animação americana, Blossom, Bubbles e Buttercup. Após adquirirem superpoderes, as meninas são transformadas de volta ao normal por Professor Utonium, podendo alternar entre suas duas formas quando necessário. Em acordo com o Prefeito, as Powerpuff Girls Z tornam-se defensoras da cidade e ficam comprometidas de guardar segredo de suas novas identidades, tentando conciliar a vida normal com a vida de heroínas.
Como as personagens originais, Hyper Blossom é ruiva e Rolling Bubbles, loira, mas Powered Buttercup tem cabelo azul-acinzentado, diferente do preto da Buttercup americana. Outras semelhanças com o original são as personalidades das meninas: Momoko é a líder e a estrategista, doce e meiga; Miyako é calma, gentil,inocente e avoada; Kaoru é estressada, rude e áspera. Contudo, exclusivamente no animê, Momoko é a mais engraçada, Miyako, vaidosa e Kaoru, pouco feminina. Seus cabelos, com algumas diferenças, se parecem com os das correspondentes americanas: Momoko usa franjas e rabo-de-cavalo longo preso por um laço vermelho, Miyako, cabelo repartido e marias-chiquinhas encaracoladas, e Kaoru, cabelo pontudo, mas mais que no original. Seus principais poderes — superforça, supervelocidade e voo— são também semelhantes aos das originais. Uma das principais diferenças das heroínas japonesas para as originais é o fato de as Powerpuff Girls Z não terem em comum um lar e um pai. No fundo de diversas cenas, Momoko é simbolizada por corações cor-de-rosa, Miyako, por bolhas azuis, e Kaoru, por estrelas verdes. Seu grito de guerra é "As Lendas da Ciência do Amor Combatente! Powerpuff Girls Z".
Quando transformadas, usam uniformes com as cores das roupas que usavam no momento do acidente: o de Hyper Blossom tem vestido cor rosa forte e colete rosa, o de Rolling Bubbles, vestido azul-céu e colete azul-claro, o de Powered Buttercup, vestido verde e colete amarelo. Seus olhos já tinham a mesma cor de cada vestido, assim como são no desenho original. A borda da saia e as alças e gola dos vestidos são pretas. Cada colete tem três botões, mangas, golas e borda inferior da cor do vestido, uma letra P grafada em amarelo com bordas brancas do lado esquerdo do colete, um traço da cor do vestido que forma um coração branco no dorso do colete e uma listra central branca na gola e na borda dele. Completando a vestimenta, cada menina usa um par de tênis da cor do vestido e branco sem cadarço, gargantilha preta com um P amarelo, anel da cor do vestido com um P inscrito na cor do colete, um par de brincos esféricos brancos, um par de luvas pretas sem dedos e braceletes brancos com uma listra mediana da cor do vestido. Rolling Bubbles também usa um prendedor de cabelos azul e Powered Buttercup, dois verdes. Na sola branca do tênis existe uma espécie de propulsor, na cor de seus vestidos, que, quando selado, impossibilita as meninas de voar.
É usado, mesmo sobre as roupas casuais das meninas, um cinto branco equipado com, ao invés de fivela, um Belt Compact, instrumento usado para a transformação e comunicação, em forma de disco e aparência similar aos anéis. Detalham o cinto três pontos nas cores de cada vestido e cinco amarelos, à direita, e dois amarelos à esquerda. Sem seus cintos, as meninas ficam impedidas de se transformar nas Powerpuff Girls Z.
Como armas, as meninas usam derivações superpoderosas dos brinquedos usados pelas crianças que elas tinham salvado: a de Hyper Blossom é um ioiô de cor rosa forte com um P rosa inscrito, a de Rolling Bubbles, um cetro branco e azul-céu que faz bolhas, e a de Powered Buttercup, uma marreta de Daruma Otoshi gigante e amarelo, com um P verde em cada ponta da cabeça e detalhes em azul e azul-acinzentado, pesada o suficiente para só ela conseguir sustentar. As armas na maioria das vezes surgem ou desaparecem das mãos das Powerpuff Girls Z, numa troca de posição da câmera no momento em que as meninas as materializam.

### Personagens auxiliares
A família Kitazawa é composta por Professor Utonium, sua esposa (cujo nome não é revelado) e o filho do casal, o superdotado Ken. Utonium e Ken são cientistas e residem no Laboratório Internacional de Ciências, em Tóquio, enquanto a mãe de Ken trabalha há três anos numa estação espacial. Como Ken é apenas uma criança, Utonium precisa fazer as vezes de pai e mãe, e provavelmente pelo fato de Ken não ter sido educado numa escola, ao lado de colegas, Peach, um cão-robô criado por Utonium, é o único amigo de Ken. Após o incidente do Chemical Z, as Girls passam a frequentar o lar dos Kitazawa, assumindo elas os papéis de "irmãs mais velhas" de Ken ou "filhas" do Professor.
Geralmente, Professor Utonium é contatado pelo Prefeito, ao lado de sua secretária, Miss Bellum, sobre os incidentes causados pelos monstros. Após o contato, Peach é encarregado de mandar um sinal de aviso às Powerpuff Girls Z. Na maioria das vezes, as heroínas são chamadas enquanto estão em aula e inventam doenças que não exitem fazendo seus professores acharem elas esquisitas ou deixam eles loucos, e seus professores, que não sabem de suas identidades secretas, quase sempre não impedem a saída das garotas. O único que sabe do segredo na escola, além as próprias Girls é o Diretor do colégio, que é irmão do Prefeito.

### Famílias das Powerpuff Girls Z
Diferentemente da série original, as Powerpuff Girls Z não são da mesma família. Em suas respectivas famílias, Momoko é a criança mais velha, Miyako é filha única e Kaoru é a irmã do meio de dois garotos. Em The Powerpuff Girls, as meninas vivem numa casa-laboratório, tendo Professor Utonium como pai adotivo. Já em Demashita! Powerpuff Girls Z, Momoko mora com seus pais e sua irmã, Kuriko, numa casa térrea, Miyako vive junto de sua avó, Kiyoko, numa casa de estilo tradicional japonês, e Kaoru mora com sua mãe, Mitsu, seus irmãos, Dai e Shō, e mais tarde também com seu pai, Tokio, num apartamento.

### Vilões e monstros
A maioria dos vilões de Demashita! Powerpuff Girls Z eram pessoas, animais, organismos e objetos normais até serem atingidos pelos raios negros gerados na explosão provocada pelo Chemical Z, transformando-se em monstros. Os monstros são tomados por emoções negativas, seus aspectos físicos são alterados, adquirem superpoderes e tornam-se mais ambiciosos.
Dentro do iceberg destruído por Ken havia uma caixa abandonada desde o período Edo. A caixa era revestida por uma substância branca e brilhante, e dentro da caixa havia um pó escuro. O pó escuro é feito de uma substância capaz de transformar seres vivos e inanimados em monstros, e era controlado por um monstro-mor, conhecido no período Edo simplesmente como Ele. A substância que revestia a caixa foi criada pelo alquimista Kennai Hiraga a fim de combater Ele. O composto foi batizado de kennainium, em homenagem a Kennai. Kennai lançou o kennainium sobre três meninas: Momo, Omiya e Okō. Elas ganharam poderes sobre-humanos, transformando-se em super-heroínas, batizadas por Kennai de Ōedo Chakichaki Musume. As Chakichaki Musume derrotaram Ele, que foi adormecido e lacrado num sarcófago, e teve seu pó escuro confiscado e lacrado numa caixa revestida de kennainium, sendo essa jogada ao mar. Com a explosão do iceberg por Ken, o Chemical X foi influenciado pelo kennainium e pelo pó negro de Ele, gerando, respectivamente, os raios brancos e negros.
Dentre vários monstros, são oriundos da série americana os seguintes:
- Macaco Louco: um chimpanzé que vivia no Zoológico de Tóquio até ser atingido pelos raios. Tem o objetivo de dominar o mundo, fazendo uso de seu robô, o Mojo Robo;
- Fuzzy Confusão: de forma original desconhecida, era um animal da mata das montanhas. É muito possessivo e é apaixonado por Miss Bellum;
- Princess: Princess (Princesa Mais Grana na série original) é o alter-ego da menina milionária Himeko Shirogane, dona da gata Sapphire, tendo ambas sido atingidas por um raio negro. Himeko se transforma em Princess quando Sapphire grita de dor. Himeko, mesmo não transformada num monstro, é exibicionista e requer muito mimo;
- Trio Ameba: um trio de amebas que adquiriram características animais no contato com um dos raios negros. O bando, composto por Silk Hat (o líder), Poncho e Lady, a única fêmea, tentam aproveitar sua sobrevivência ao acidente cometendo crimes, mas são muito desastrados para obter sucesso;
- Sedusa: alter-ego de Sakurako Kintoki (Annie na versão americana), uma doceira adolescente. Transforma-se em Sedusa ao entrar em contato com cosméticos, tornando-se uma ladra obcecada por jóias e aparência sexy a fim de impressionar o afeto de sua versão humana, o jovem Sōichirō (Jason na versão americana);
- Gangue Gangrena: grupo de cinco monstros delinquentes jovens, todos de pele verde. Cada um dos cinco integrantes (Ace, Big Billy, Little Arturo, Snake e Grubber) tem um poder diferente;

Também provindos de The Powerpuff Girls, mas não diretamente dos raios negros:
- Ele: adormecido durante séculos, Ele é despertado, recolhendo e espalhando novamente seu pó negro para gerar novos monstros;
- Meninos Desordeiros: três meninos (Durão,Explosão e Fortão) criados por Macaco Louco a fim de ajudá-lo a destruir as Super Poderosas, mas são travessos o suficiente para não obedecerem ao próprio Macaco, atazanando as heroínas por conta própria,mesmo assim são derrotados da mesma forma que na animação original.

## Produção
Em 31 de março de 2005, a Toei Animation informou a produção da animação. Na mesma semana, durante a Tokyo International Anime Fair, as companhias Cartoon Network, Aniplex e Toei Animation, representadas por seus respectivos presidentes, anunciaram uma parceria para produzir um animê baseado no desenho animado original The Powerpuff Girls. Ainda nessa feira, Hiroshi Takashi, presidente da Toei Animation, disse que o Z no fim do nome tem a mesma intenção de impacto como no animê Dragon Ball Z, que é uma das mais importantes produções da empresa. Muitos fãs de animê e da série americana não acataram de imediato as notícias, acreditando se tratar de uma piada de 1º de abril, mas com a confirmação na Tokyo International Anime Fair de 2006, quase um ano depois do primeiro anúncio, iniciou-se a expectativa pela estreia de Demashita! Powerpuff Girls Z. Em junho desse ano, foi criada a página oficial da série pela TV Tokyo, confirmando a estreia para 1º de julho de 2006. Craig McCracken, o americano criador de The Powerpuff Girls, não esteve envolvido diretamente nesse projeto. A produção levou em conta características de animês já considerados antigos, visando um público mais velho do que o dos pré-adolescentes. O produtor da série pelo Cartoon Network japonês, Yoshiya Ayugai, admitiu que Demashita! Powerpuff Girls Z sofreu influências diretas de outro animê da Toei, Sailor Moon.

## Trilha sonora
A trilha sonora da série foi produzida por Taichi Master, segundo algumas músicas cantadas pelas dubladoras japonesas das Powerpuff Girls Z. Em 27 de junho de 2007, foi lançado nas lojas do Japão o CD Powerpuff Girls Z: Original Soundtrack, com a trilha sonora do animê nesse país.

### Aberturas
- do episódio 1 ao 26: Kibō no Kakera (Nana Kitade);
- do episódio 27 ao 52: Jig The Upper (Hoi Festa).

### Encerramentos
- do episódio 1 ao 13: Mayonaka no Door (Yifei);
- do episódio 14 ao 26: LOOK (HALCALI);
- do episódio 27 ao 39: Toori Ame (wiz-us);
- do episódio 40 ao 52: Himawari (Hearts Grow).

## Mudanças nas versões ocidentais
Todas as versões ocidentais além da canadense são baseadas nessa versão, em inglês, na qual foram feitas as seguintes alterações:
- A abertura original foi substituída por uma feita pelo Cartoon Network americano, enquanto o encerramento é um revezamento entre trechos reduzidos das aberturas e dos encerramentos originais, na ordem cronológica da exibição japonesa;
- Boa parte da trilha e efeitos sonoros da versão japonesa foi substituída;
- O estudo do Chemical X é atribuído à criação de um estabilizador meteorológico;[10]
- Cenas consideradas "obscenas para o público ocidental", como a dos Rowdyruff Boys urinando em pedestres, foram censuradas[11] com novos frames de animação, nesse caso, e cortes.

### Mudanças em nomes próprios
Houve um impasse no Ocidente quanto ao nomes das protagonistas japonesas devido à influência da animação americana. No Brasil, os nomes escolhidos foram os mesmos usados em As Meninas Superpoderosas.
| Nome Original (Japonês) | Nome Americano    | Nome Brasileiro          | Nome Português     |
| ----------------------- | ----------------- | ------------------------ | ------------------ |
| Powerpuff Girls Z       | Powerpuff Girls Z | Meninas Superpoderosas Z | Super-Poderosas    |
| Momoko Akatsutsumi      | Blossom           | Florzinha                | Florzinha          |
| Hyper Blossom           | Blossom           | Florzinha                | Florzinha          |
| Miyako Gōtokuji         | Bubbles           | Lindinha                 | Bonitinha          |
| Rolling Bubbles         | Bubbles           | Lindinha                 | Bonitinha          |
| Kaoru Matsubara         | Buttercup         | Docinho                  | Manteiguinha       |
| Powered Buttercup       | Buttercup         | Docinho                  | Manteiguinha       |
| Utonium-hakase          | Professor Utonium | Professor Utônio         | Professor Hugo     |
| Ken Kitazawa            | Ken               | Ken                      | Zé                 |
| Peach                   | Poochie           | Poochie                  | Poochie            |
| Mayor                   | Mayor             | Prefeito                 | Presidente         |
| Miss Bellum             | Miss Bellum       | Senhorita Belo           | Menina Bellum      |
| Ms. Keane               | Ms. Keane         | Professora Keane         | Menina Cristina    |
| Mojo                    | Mojo Jojo         | Macaco Louco             | Macaco Louco       |
| Fuzzy Lumpkins          | Fuzzy Lumpkins    | Fuzzy Confusão           | Luís Confusão      |
| Gangreen Gang           | Gangreen Gang     | Gangue Gangrena          | Gangue da Gangrena |
| Rowdyruff Boys          | Rowdyruff Boys    | Meninos Desordeiros      | Rapazes Rufias     |
| Octi                    | Octi              | Polvi                    | Oscar              |
| Princess Himeko         | Princess Morbucks | Princesa Maisgrana       | Princesa Madalena  |
| Sedusa                  | Sedusa            | Sedusa                   | Seduza             |
| Amoeba Boys             | Amoeba Boys       | Garotos Ameba            | Rapazes Amiba      |
| Him                     | Him               | Ele                      | Ele                |

## Dublagem
| Personagem                                      | Original       | Dublagem                                       | Dobragem          |
| ----------------------------------------------- | -------------- | ---------------------------------------------- | ----------------- |
| Florzinha                                       | Emiri Katõ     | Iara Riça                                      | Sónia Neves       |
| Lindinha (BR)/ Bonitinha (PT)                   | Nami Miyahara  | Christiane Monteiro                            | Sandra de Castro  |
| Docinho (BR)/ Manteiguinha (PT)                 | Machiko Kawana | Luisa Palomanes                                | Maria João Miguel |
| Professor Utônio (BR)/ Professor Hugo (PT)      |                | Mário Cardoso                                  | Mário Bomba       |
| Ken (BR)/ Zé (PT)                               |                | Fabrício Vila Verde                            | Quimbé            |
| Poochie                                         |                | Yan Gesteira                                   | Sandra de Castro  |
| Prefeito (BR)/ Presidente (PT)                  |                | Domício Costa (1ª voz) Isaac Bardavid (2ª voz) | Jorge Sequerra    |
| Senhorita Belo (BR)/ Menina Bellum (PT)         |                | Dilma Machado                                  | Maria João Miguel |
| Professora Keane (BR)/ Menina Cristina (PT)     |                | Andréa Murucci                                 | Sónia Neves       |
| Macaco Louco                                    |                | Jorge Vasconcellos                             | Gustavo Teixeira  |
| Fuzzy Confusão (BR)/ Luís Confusão(PT)          |                | Ricardo Juarez                                 |                   |
| Ace                                             |                | Marcelo Garcia                                 |                   |
| Ivy                                             |                | Gabriella Bicalho                              |                   |
| Arturo                                          |                | Duda Espinoza                                  |                   |
| Big Billy                                       |                | Ricardo Vooght                                 |                   |
| Durão                                           |                | Oberdan Júnior                                 |                   |
| Explosão                                        |                | Rodrigo Antas                                  |                   |
| Fortão                                          |                | Rodrigo Relva                                  |                   |
| Princesa Maisgrana (BR)/ Princesa Madalena (PT) |                | Miriam Ficher                                  |                   |
| Sedusa (BR)/ Seduza (PT)                        |                | Márcia Morelli                                 |                   |
| Silk Hat                                        |                | Luiz Carlos Persy                              |                   |
| Poncho                                          |                | Marcelo Sandryni                               |                   |
| Violeta                                         |                | Priscila Amorim                                |                   |
| Ele                                             |                | Guilherme Briggs                               |                   |

## Recepção
Apesar de um relativo sucesso onde foi exibido, mesmo no Japão o animê não obteve popularidade, de modo que o lançamento do mangá restringiu-se a tal país e a apenas dois volumes tankōbon. Nas Filipinas, no entanto, o animê chegou a ser o nono programa diário mais visto no país durante o mês de abril de 2008.
Emiri Katō, dubladora de Hyper Blossom, foi premiada no Seiyu Awards de 2008 como melhor dubladora japonesa revelação por seu papel em Demashita! Powerpuff Girls Z e pela personagem Kagami Hiiragi no animê Lucky Star.

## Exibição
- Japão: A exibição original de Demashita! Powerpuff Girls Z foi na TV Tokyo, canal em que a versão japonesa da série original foi exibida, bem como suas afiliadas. Sua estreia foi em 1º de julho de 2006, substituindo Sugar Sugar Rune[11] no horário de sábado às 7h da manhã, e o último episódio foi exibido em 30 de junho de 2007, dando lugar uma semana depois a Fight Tension School. Houve um intervalo de duas semanas na metade da série, entre 23 de dezembro de 2006 e 6 de janeiro de 2007.
Desde 1º de agosto de 2006, Demashita! Powerpuff Girls Z foi exibido também no canal AT-X[26] e, após 1º de abril de 2007,[27] no Cartoon Network do país, de segunda a sexta às 11h. O Cartoon Network é o único canal internacional entre os que veicularam Demashita! Powerpuff Girls Z no Japão, sendo o canal o detentor dos direitos de exibição do animê na maioria dos outros países, como na animação original.
- Brasil: Em 2 de agosto de 2008, às 14h (horário de Brasília),[8] a série estreou sob o nome As Meninas Superpoderosas: Geração Z, promovida pelo canal pago Cartoon Network e dublada pela Cinevídeo.[6] A estreia, entretanto, era prevista ainda para o ano de 2007,[28] de modo que a exibição, atrasada, tenha sido promovida pelo aniversário de dez anos de The Powerpuff Girls.[29][30] O Brasil foi o primeiro país a exibir o animê no Ocidente.
No mês de novembro de 2008, as protagonistas da série e o cão-robô Peach figuraram como brindes na promoção McLanche Feliz, da rede de lanchonetes McDonald's. Nela, os personagens foram renomeados como Hiper Florzinha (na TV, Hyper Blossom ou Florzinha), Power Docinho (Powered Buttercup ou Docinho), Mega Lindinha (Rolling Bubbles ou Lindinha) e  Peachs (Peach ou Poochi).[31]
No ano de 2009, em 24 de fevereiro, o canal aberto SBT iniciou sua exibição no programa Bom Dia & Cia, passando a ser emitido esporadicamente nessa sessão e no Sábado Animado, e a partir de 4 de julho, às 11h30, o canal pago Boomerang, pertencente à Turner Broadcasting System como o Cartoon Network, também exibirá o animê;[6]
- Portugal: Em 8 de novembro de 2008, a série foi emitida na RTP2 no espaço infanto-juvenil Kaboom  sob o nome Super Poderosas. São exibidos os episódios, de segunda a sexta-feira, no outro espaço infanto-juvenil, Zig Zag, a partir das 16h48, e nos sábados, a partir das 19h58, no programa Kaboom (horário de Lisboa) e fez um reexibição em 2013.
- Macau e Sudeste asiático: o Cartoon Network Ásia começou a exibir a versão anglófona em 17 de novembro de 2008, de segunda a sexta-feira, às 12h e 17h (horário de Hong Kong, de onde o sinal é transmitido);
- América Latina: às 14h de 2 de agosto,[2] (horário da Cidade do México), foi ao ar pelo Cartoon Network a versão em castelhano de Demashita! Powerpuff Girls Z, sob o nome Las Chicas Superpoderosas Z.[32] A dublagem foi feita na Artsound, do México.
Como na estreia pelo Cartoon Network, a primeira exibição do animê pelo canal Boomerang será no mesmo dia e hora que no Brasil (4 de julho de 2009, às 11h30), porém seguindo o horário da Cidade do México;
- Austrália: o animê estreou em 16 de julho de 2008, às 16h, no horário local, pelo Cartoon Network, e o primeiro episódio foi reexibido em 19 de julho e 2 de agosto do mesmo ano. Em 17 de novembro de 2008, passou a ser exibido no canal Boomerang, de segunda a sexta-feira, às 20h50 (horário de Canberra);
- Espanha: nomeado Las Supernenas Z, estreou em 16 de janeiro de 2010 pelo Cartoon Network, com exibições aos sábados e domingos às 8h50 (horário local);
- Filipinas: desde 11 de fevereiro de 2008, Demashita! Powerpuff Girls Z é exibido nas Filipinas pelo canal GMA Network[33] com sua versão em tagalo. A versão em língua inglesa é exibida no Cartoon Network filipino às 4h35 e às 11h30;[34]
- países francófonos da Europa e Marrocos: foi lançado pelo Cartoon Network em 5 de janeiro de 2009, às 18h15 (horário da França), a versão em língua francesa, nomeada Les Supers Nanas Zeta. Um concurso, válido para a França, Bélgica e Suíça e promovido pelo canal francês entre 20 de novembro a 11 de dezembro de 2008, premiou quem fizesse as melhores ilustrações para o "novo visual das Powerpuff Girls";
- Hong Kong: o canal TVB foi o primeiro fora do Japão a transmitir o animê sem ser o Cartoon Network, ao estrear Demashita! Powerpuff Girls Z em 10 de março de 2008, no horário em que era exibido Onegai My Melody, até 22 de maio desse ano, sendo Demashita! Powerpuff Girls Z substituído por Hamtaro. Desde 17 de novembro de 2008, a versão em inglês passou a ser exibida no Cartoon Network Ásia;
- Índia, Nepal e Sri Lanka: a versão em língua inglesa passou a ser exibida ao meio-dia de 9 de dezembro de 2008,[35] de terça a quinta-feira, às 12h (horário da Índia);
- Itália: é exibida a versão italiana, PPGZ — Superchicche alla Riscossa, desde 1º de dezembro de 2008, pelo Cartoon Network do país, às 13h e às 18h20 de segunda a sexta-feira e às 12h50 e às 17h45 nos sábados e domingos;
- Tailândia: estreou na Modern Nine TV em 20 de junho de 2008, sendo exibido às 8h30. Desde 17 de novembro do mesmo ano veio a ser transmitido pelo Cartoon Network Ásia, às 11h;
- Taiwan: o Cartoon Network em Taiwan foi o segundo canal a exibir Demashita! Powerpuff Girls Z fora do Japão, o primeiro a exibir a versão em chinês e o primeiro a divulgar, em sua própria página oficial, o making of da dublagem, que foi usada depois também em Hong Kong. O animê passou a ser veiculado em 21 de janeiro de 2008, com exibições de segunda a sexta-feira, às 18h30, no horário local, substituindo Keroro Gunsō na grade de programação. Desde 25 de fevereiro do mesmo ano, a primeira metade de Demashita! Powerpuff Girls Z deu lugar a Onegai My Melody, que foi substituído pela segunda leva de episódios de Demashita! Powerpuff Girls Z no 1º de julho seguinte.
Em 18 de janeiro de 2008, o Cartoon Network realizou um evento promocional da série, no qual a cantora da versão chinesa da música-tema Touch Me!, Cyndi Wang, apareceu fazendo um cosplay da personagem Hyper Blossom.[36]

## Game de Demashita! Powerpuff Girls Z
Game de Demashita! Powerpuff Girls Z (ゲームで出ましたっ！パワパフガールズZ, Gēmu de Demashita! Pawapafu Gāruzu Zetto; lit. "Demashita! Powerpuff Girls Z em jogo") é um jogo do gênero sugoroku, lançado para Nintendo DS, similar a [Mario Party, em que as heroínas competem contra Mojo para chegar ao centro de um tabuleiro, participando de pequenas tarefas pelo caminho.